# Omo (zona di Roma)
Omo è la zona urbanistica 7H del Municipio Roma V di Roma Capitale. Si estende in gran parte sulla zona Z. VIII Tor Sapienza e, in minima parte, sulla zona Z. XII Torre Spaccata.
Prende il nome da una tenuta agricola che anticamente sorgeva qui.

## Geografia fisica

### Territorio
La zona confina:
- a nord con la zona urbanistica 7D La Rustica
- a est con la zona urbanistica 8D Acqua Vergine
- a sud con la zona urbanistica 7F Casetta Mistica
- a ovest con le zone urbanistiche 7E Tor Tre Teste e 7C Tor Sapienza

## Urbanistica

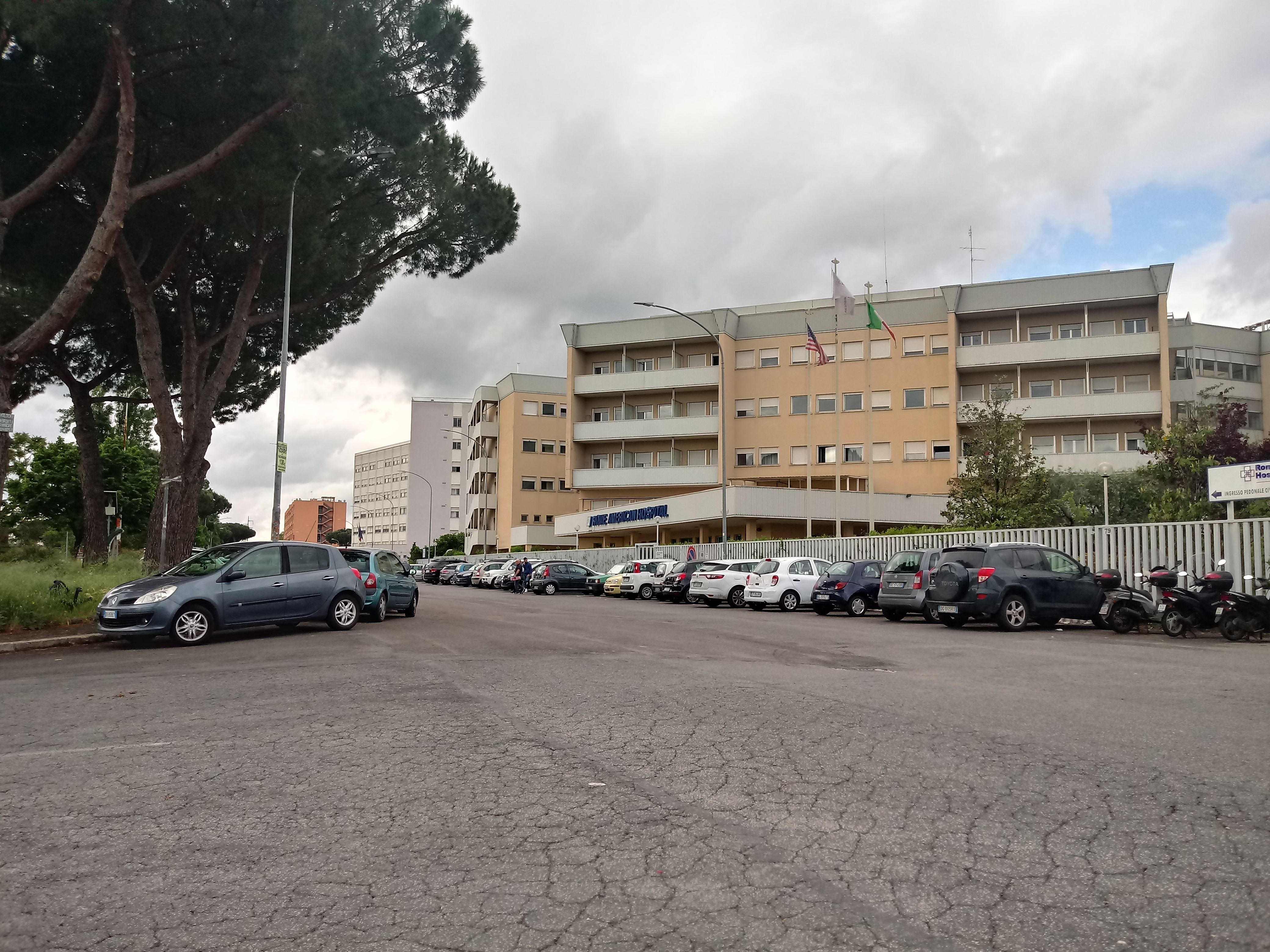
Il Rome American Hospital

È occupata da numerosi insediamenti industriali, artigianali e commerciali di medio-piccole dimensioni e da poche abitazioni.
Sul lato sinistro di via Emilio Longoni, in zona Tor Sapienza, hanno sede l'INPS Casilino-Prenestino, la ex-sede centrale dell'Università Campus Bio-Medico (ormai trasferita nell'attuale sede di Trigoria, in Via Álvaro del Portillo, 21, 00128 Roma RM) e il Rome American Hospital.